# Zelleria cynetica
Zelleria cynetica là một loài bướm đêm thuộc họ Yponomeutidae. Nó được tìm thấy ở Úc, bao gồm Tasmania.